# Полтавская область
Полта́вская о́бласть (укр. Полта́вська о́бласть), разг. Полта́вщина (укр. Полтавщина) — область в центральной части Украины. Административный центр и крупнейший город — Полтава, другие крупные города — Кременчуг, Горишние Плавни, Лубны, Миргород, Гадяч, Пирятин, Карловка, Хорол, Лохвица, Гребёнка, Кобеляки, Зеньков, Глобино, Решетиловка.
Граничит на западе с Черкасской областью, на северо-западе с Киевской областью, на севере — с Черниговской и Сумской областями, на востоке — с Харьковской областью, на юге — с Кировоградской и Днепропетровской областями Украины.

## Физико-географическая характеристика

### География
Полтавская область — шестая среди областей Украины по площади. На севере граничит с Черниговской и Сумской, на востоке с Харьковской, на юге с Днепропетровской и Кировоградской, на западе с Киевской и Черкасской областями Украины.
Область занимает площадь 28,7 тыс. км², что составляет 4,8 % территории Украины. По этому показателю занимает 6-е место среди других регионов Украины. Протяжённость территории с севера на юг — 213,5 км, а с запада на восток — 245 км.
Крайний северный населённый пункт — село Шевченково Миргородского района. Крайний южный — село Приднепрянское Полтавского района. Крайний западный — село Смотрики Лубенского района. Крайний восточный — посёлок Шевченко опять же Полтавского района.

### Геология
Основная геологическая структура, в пределах которой расположена область, — Днепровско-Донецкая впадина и её склоны. Область целиком расположена на территории Восточно-Европейской равнины. Этим объясняется равнинный характер рельефа с незначительными абсолютными высотами (в основном, 50—150 метров над уровнем моря). На территории Полтавской области насчитывается 146 рек (водотоков длиной более 10 км) общей протяжённостью 5100 км. Две крупнейшие реки — Днепр и Псёл. На юге и юго-западе область омывают воды Кременчугского и Каменского водохранилищ.

### Климат
Климат определяется расположением в умеренном климатическом поясе, тип — умеренно континентальный. Средняя температура января — −3,7 °C, июля — +21,4 °C, количество осадков составляет 580—480 мм / год, выпадают преимущественно летом в виде дождей. Около 2/3 количества дней в году царит континентальный подтип воздушных масс с суши Евразии, 1/3 дней — морской подтип воздушных масс из северной и центральной Атлантики и внутренних морей — Средиземного, Чёрного, Азовского.

### Флора и фауна
Флора Полтавской области насчитывает около 2 тысяч видов различных систематических групп растений. Среди видов местной флоры около 1500 видов растений из отдела покрытосеменных, 3 вида голосеменных, 16 видов папоротникообразных, 9 видов хвощей, 3 вида плаунов, а также по 160 видов мхов и лишайников. Область относится к лесодефицитным областям Украины. Лесистость её территории вместе с кустарниками и лесополосами в начале XXI века составляет 9,55 % (274,6 тыс. Га). Средняя лесистость Украины составляет более 15 %; мира — 29 %. На территории области основными типами лесов является широколиственные дубовые (дубравы) и хвойные сосновые (боры).
В области находится 46 заказников, в том числе 11 государственного значения; 92 памятника природы, среди которых — 1 государственного значения; 20 парков — памятников садово-паркового искусства, из них 4 — государственного значения; 10 заповедных урочищ.

## История
Современная Полтавская область Украины — неотъемлемая часть «Великой степи» со всеми связанными с этим понятием особенностями истории. Невозможно даже представить себе количество народов (племён), оставивших в этой земле следы своего существования. В селе Гонцы археологи исследуют поселения древних людей и найденных там жилища из костей мамонтов возрастом 25 тысяч лет.
Бельское городище, датируемое VIII—III веками до нашей эры, крупнейшее на сегодня известное поселение скифов, площадь которого 4400 га, а длина защитных валов — более 34 км. Рядом исследователей отождествляется с летописным городом Гелоном.
Уникально богатое захоронение черняховской культуры с 86(!) трупосожжениями времён «Готского королевства» Ойум в Компанийцах.
В Мачухах в конце VII века начинает функционировать гончарный центр неизвестного народа.
По кладу, найденному у деревни Малое Перещепино бывшего Константиноградского уезда Полтавской губернии, получила название перещепинская культура.
Опошнянское городище роменской культуры датируется серединой VIII — началом IX века. Сокрытие Ивахниковского клада в районе реки Сула произошло около 830—840 годов, как следствие появления новых кочевых племён древних мадьяр на южной границе лесостепной зоны.
Меч с надписью «Людота коваль» из местечка Фощеватая датируется концом X века — первой половиной XI века. Надпись по палеографическим признакам может быть отнесена к XI веку.
В конце XIV века на территории Северщины возникло православное татарское княжество — Княжество Мансура.
Совершенно не описан период татаро-монгольского нашествия и последовавшее правление Золотой Орды. Так же мало освещена история Северскиого «козацтва» или Севрюков (сиврюки, реже севруки, позже саяны) — потомков восточно-славянского племенного союза северян. Это сообщество в XIV—XV веках постоянно контактировало с ордынскими, а позже с крымскими и ногайскими татарами; а также с Литвой и Московией. При этом, они фактически охраняли границы смежных частей Великого княжества Литовского, Руського, Жемойтского и иных, а также Великого княжества Московского, они были во многом похожи на ранних запорожских, донских и других подобных казаков, обладали некоторой автономией и общинной военной организацией. В эпоху Смутного времени поддержали восстание Болотникова. Московские власти отвечали карательными операциями, вплоть до разгрома некоторых волостей[17]. После завершения смуты севрюкские города Севск, Курск, Рыльск, Путивль подверглись московской колонизации. Окончательно исчезли из литературы после раздела Северщины по Деулинского перемирия 1619 года, между Московией и Речью Посполитой. Западная Северщина подвергается активной козацкой колонизации, северо-восточная — заселяется служивыми людьми и крепостными из Залесья, но их количество было недостаточным для освоения этих земель.
В 1648 году в ходе восстания Хмельницкого, как объединение казацко-крестьянских отрядов был создан Полтавский полк — военно-административная единица Войска Запорожского со столицей в Полтаве (полковником стал Иван Искра).
Полтавская губерния — губерния Российской империи, образована в 1802 году в связи с ликвидацией Малороссийской губернии.
В XX веке Полтавщина оставалась аграрной губернией с большим помещичьим землевладением. В конце XIX века в состав губернии входило 15 уездов.
3 июня 1925 года Полтавская губерния ликвидирована.
22 сентября 1937 года Постановлением ЦИК СССР образована (путём выделения из Харьковской области) Полтавская область в составе 45 районов и двух городов областного значения:
- районы: Велико-Багачанский, Велико-Крынковский, Гадячский, Гельмязовский, Глобинский, Градижский, Гребёнковский, Диканьский, Драбовский, Згуровский, Зеньковский, Золотоношский, Ирклеевский, Карловский, Кишеньковский, Кобелякский, Ковалёвский, Козельщинский, Комышнянский, Лазорковский, Липово-Долинский, Лохвицкий, Лубенский, Машевский, Миргородский, Нехворощанский, Ново-Георгиевский, Ново-Санжарский, Оболонский, Онуфриевский, Опошнянский, Оржицкий, Петровско-Роменский, Пирятинский, Покровско-Багачанский, Решетиловский, Семёновский, Сенчанский, Синевский, Хорольский, Чернобаевский, Чернухинский, Чутовский, Шишацкий, Яготинский районы;
- города: Полтава, Кременчуг.

В 1937 году на территории Полтавской области действовало 224 промышленных предприятия и 312 кооперативных промысловых артелей. На начало 1938 года в области насчитывалось 2727 колхозов, за которыми было закреплено 3238,7 тыс. га пахотных земель.
10 января 1939 года Ново-Георгиевский и Онуфриевский районы переданы в состав Кировоградской области, Липово-Долинский и Синевский районы — в состав Сумской области. В том же году созданы Полтавский, Котелевский и Кременчугский районы. Несколько позже Ковалёвский район преобразован в Шрамковский.
Во время оккупации в годы Второй мировой войны (с сентября — октября 1941-го по сентябрь — ноябрь 1943 года) территория Полтавской области входила в Рейхскомиссариат Украина, она была включена в Генеральный округ Киев, состоявший из 26 гебитов. Полтавщина была разделена на 12 гебитов.
После освобождения территории Полтавщины от оккупантов она и дальше оставалась разделённой на 44 довоенных сельских района. После многочисленных изменений границ 1 января 1968 область делилась на 25 районов. В её рамках были 12 городов (2 областного подчинения и 10 районного), 18 посёлков городского типа, 3 рабочих посёлка и 2224 села.
7 января 1954 года в состав Черкасской области переданы 6 районов: Гельмязовский, Драбовский, Золотоношский, Ирклеевский, Чернобаевский и Шрамковский. В том же году 2 района переданы в Киевскую область: Згуровский и Яготинский.
В 1956 году упразднены Петровско-Роменский и Покровско-Багачанский районы.
В декабре 1962 года в результате укрупнения районов упразднено 20 районов: Великобагачанский, Великокрынковский, Градижский, Гребёнковский, Кишеньковский, Козельщинский, Комышнянский, Котелевский, Лазорковский, Машевский, Нехворощанский, Новосанжарский, Оболонский, Опошнянский, Оржицкий, Семёновский, Сенчанский, Чернухинский, Чутовский и Шишацкий. Область стала состоять из 14 районов.
4 января 1965 года восстановлены Котелевский, Новосанжарский, Оржицкий, Семёновский и Чутовский районы.
8 декабря 1966 года восстановлены Великобагачанский, Гребёнковский, Козельщинский, Машевский, Чернухинский, Шишацкий районы. С этого момента Полтавская область стала насчитывать 25 районов и 5 городов областного значения: Комсомольск, Кременчуг, Лубны, Миргород, Полтава.
В 1967 году Полтавская область награждена орденом Ленина.
По данным Всесоюзной переписи 1989 года, всего населения в области насчитывалось 1 753 030 человек.
В 2019 принято решение об укрупнении районов на всей территории Украины. Так в 2020 сократилось и количество районов Полтавщины.
1 февраля 2025 года в Полтавской области произошло землетрясение магнитудой 3,67 по шкале Рихтера.

## Население
Численность наличного населения области на 1 января 2020 года составляет 1 386 978 человек, в том числе городского населения 867 201 человек, или 62,5 %, сельского — 519 777 человек, или 37,5 %.
По количеству населения Полтавщина занимает 11 место среди областей Украины. По данным Украинской переписи населения 2001 года проживало 1630,1 тысяч человек.
Численность населения области по данным Государственной службы статистики на 1 сентября 2013 года составила 1 462 412 человек (что на 242 человека меньше, чем 1 августа), в том числе городское население — 899 192 человека (61,48 %), сельское — 563 220 человек (38,52 %). Постоянное население — 1 454 574 человека, в том числе городское население — 887 411 человек (61 %), сельское — 567 163 человека (39 %).

### Национальный состав
Национальный состав населения однороден, украинцы составляют примерно 90 %, русские — 7 %.
По переписи 2001 года (тыс. чел.):
- украинцы — 1481,1
- русские — 117,1
- другие национальности — 9,8
- белорусы — 6,3
- армяне — 2,6
- молдаване — 2,5
- евреи — 1,8

### Языковой состав

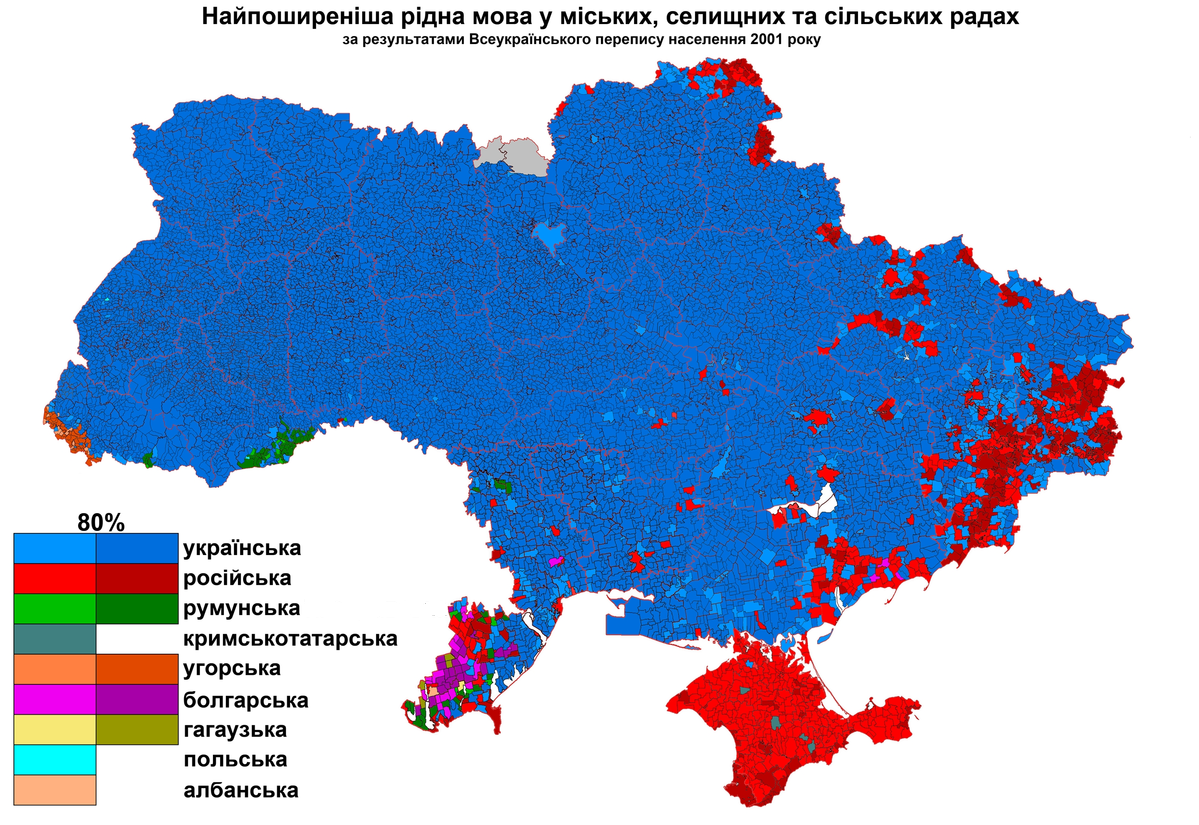
По данным переписи 2001 года, языковая карта Полтавской области характеризуется распространением практически сплошного украиноязычия: на всей её территории преобладает украинский язык

Вследствие проводимой во времена СССР русификации Украины доля украиноязычных в населении Полтавской области постепенно уменьшалась, а доля русскоязычных — возрастала. Родной язык населения Полтавской области по результатам переписей населения, %
|            | 1959 | 1970 | 1989 | 2001 |
| ---------- | ---- | ---- | ---- | ---- |
| Украинский | 92,1 | 90,3 | 85,9 | 90,0 |
| Русский    | 7,2  | 9,1  | 13,2 | 9,5  |
| Другие     | 0,7  | 0,6  | 0,9  | 0,5  |

Родной язык населения Полтавской области по данным переписи 2001 года:
|                            | Украинский | Русский |
| -------------------------- | ---------- | ------- |
| Полтавская область         | 90,0       | 9,5     |
| г. Полтава                 | 85,4       | 14,1    |
| г. Кременчуг               | 75,5       | 23,9    |
| г. Лубны                   | 91,1       | 8,6     |
| г. Миргород                | 88,3       | 11,3    |
| Горишние Плавни (горсовет) | 73,2       | 26,3    |
| Великобагачанский район    | 96,7       | 2,8     |
| Гадячский район            | 96,9       | 2,8     |
| Глобинский район           | 95,9       | 3,4     |
| Гребёнковский район        | 95,8       | 3,6     |
| Диканьский район           | 95,3       | 3,9     |
| Зеньковский район          | 97,0       | 2,3     |
| Карловский район           | 95,9       | 3,4     |
| Кобелякский район          | 96,0       | 3,3     |
| Козельщинский район        | 96,0       | 3,4     |
| Котелевский район          | 97,2       | 2,4     |
| Кременчугский район        | 93,8       | 5,6     |
| Лохвицкий район            | 96,9       | 2,7     |
| Лубенский район            | 97,5       | 2,1     |
| Машевский район            | 95,4       | 3,9     |
| Миргородский район         | 97,5       | 2,3     |
| Новосанжарский район       | 95,9       | 3,4     |
| Оржицкий район             | 97,5       | 2,1     |
| Пирятинский район          | 94,8       | 4,8     |
| Полтавский район           | 93,8       | 5,7     |
| Решетиловский район        | 96,4       | 2,7     |
| Семёновский район          | 97,3       | 2,2     |
| Хорольский район           | 97,3       | 2,5     |
| Чернухинский район         | 97,9       | 1,9     |
| Чутовский район            | 95,2       | 4,0     |
| Шишацкий район             | 96,7       | 2,5     |

Украинский язык является единственным официальным языком на всей территории области.
По данным опроса, проведённого Социологической группой «Рейтинг» с 16 ноября по 10 декабря 2018 года в рамках проекта «Портрети Регіонів», 80 % жителей Полтавской области считали, что украинский язык должен быть единственным государственным языком на всей территории Украины. 9 % считали, что украинский язык должен быть единственным государственным языком, а русский — вторым официальным в некоторых регионах страны. 8 % считали, что русский должен стать вторым государственным языком страны. 3 % затруднились с ответом.
По данным исследования Центра контент-анализа, проведённого в период с 15 августа по 15 сентября 2024 года, темой которого стало соотношение украинского и русского языков в украинском сегменте социальных сетей, в Полтавской области на украинском языке писалось 76,0 % сообщений (в 2023 году — 63,9 %, в 2022 году — 60,0 %, в 2020 году — 15,5 %), на русском — 24,0 % (в 2023 году — 36,1 %, в 2022 году — 40,0 %, в 2020 году — 84,5 %).
3 декабря 2024 года решением Полтавского областного совета в Полтавской области утверждена «Программа развития и функционирования украинского языка как государственного во всех сферах общественной жизни в Полтавской области на 2025—2030 годы», главными целями которой являются усиление позиций украинского языка в различных сферах общественной жизни региона и украинизация беженцев из других областей Украины.
После провозглашения Украиной независимости в области, как и в стране в целом, происходит постепенная украинизация русифицированной в советское время системы образования. Динамика соотношения языков преподавания в учреждениях общего среднего образования в Полтавской области:
| Язык преподавания | Учебный год | Учебный год | Учебный год | Учебный год | Учебный год | Учебный год | Учебный год | Учебный год | Учебный год | Учебный год | Учебный год | Учебный год | Учебный год | Учебный год |
| Язык преподавания | 1991/92     | 1992/93     | 1993/94     | 1994/95     | 1995/96     | 2000/01     | 2005/06     | 2007/08     | 2010/11     | 2012/13     | 2015/16     | 2018/19     | 2021/22     | 2022/23     |
| ----------------- | ----------- | ----------- | ----------- | ----------- | ----------- | ----------- | ----------- | ----------- | ----------- | ----------- | ----------- | ----------- | ----------- | ----------- |
| Украинский        | 74,3 %      | 74,4 %      | 77,5 %      | 80,6 %      | 83,0 %      | 93,0 %      | 97,0 %      | 97,0 %      | 98,0 %      | 98,0 %      | 99,0 %      | 99,0 %      | 99,96 %     | 100,0 %     |
| Русский           | 25,7 %      | 25,6 %      | 22,5 %      | 19,4 %      | 17,0 %      | 7,0 %       | 3,0 %       | 3,0 %       | 2,0 %       | 2,0 %       | 1,0 %       | 1,0 %       | 0,04 %      | —           |

В период с 2012/13 по 2016/17 учебный год в Полтавской области доля учеников, изучающих русский язык либо в русскоязычных классах, либо как отдельный предмет в классах с украинским языком преподавания, сократилась с 41,04 % до 30,46 %.
По данным Государственной службы статистики Украины в 2023/24 учебном году все 134 575 учащихся в учреждениях общего среднего образования в Полтавской области обучались в украиноязычных классах.
По данным Государственной службы статистики Украины в 2024/25 учебном году все 130 939 учащихся в учреждениях общего среднего образования в Полтавской области обучались в украиноязычных классах.

## Административно-территориальное устройство
Административный центр Полтавской области — город Полтава.

### Районы
17 июля 2020 года принято новое деление области на 4 района:
| № | Район               | Население (тыс. чел.) | Площадь (км²) | Административный центр |
| - | ------------------- | --------------------- | ------------- | ---------------------- |
| 1 | Кременчугский район | 399,4                 | 6106,1        | г. Кременчуг           |
| 2 | Лубенский район     | 194,4                 | 5487,8        | г. Лубны               |
| 3 | Миргородский район  | 206,2                 | 6295,5        | г. Миргород            |
| 4 | Полтавский район    | 600,5                 | 10 858,6      | г. Полтава             |

Районы в свою очередь делятся на городские, поселковые и сельские объединённые территориальные общины (укр. об'єднана територіальна громада); всего их — 60.

### Города
| - Полтава - Гадяч - Глобино - Горишние Плавни - Гребёнка - Заводское | - Зеньков - Карловка - Кобеляки - Кременчуг - Лохвица | - Лубны - Миргород - Пирятин - Хорол - Решетиловка |

Населённые пункты с количеством жителей свыше 7 тысяч

### Общая карта
Легенда карты:
|  | От 200 000 до 300 000 чел. |
|  | от 50 000 до 100 000 чел.  |
|  | от 20 000 до 50 000 чел.   |
|  | от 10 000 до 20 000 чел.   |
|  | от 5000 до 10 000 чел.     |
|  | от 1000 до 5000 чел.       |

### История деления области

Районы Полтавской области до 17 июля 2020 года

Число административных единиц, местных советов и населённых пунктов области до 17 июля 2020 года:
- районов — 25;
- районов в городах — 5;
- населённых пунктов — 1862, в том числе:
  - сельских — 1826;
  - городских — 36, в том числе:
    - посёлков городского типа — 21;
    - городов — 15, в том числе:
      - городов областного значения — 5;
      - городов районного значения — 10;
- сельских советов — 467.

В Полтавской области до 17 июля 2020 года существовало 25 районов:
Районы до 17 июля 2020 года
- Великобагачанский район
- Гадячский район
- Глобинский район
- Гребёнковский район
- Диканьский район
- Зеньковский район
- Карловский район
- Кобелякский район
- Козельщинский район
- Котелевский район
- Кременчугский район
- Лохвицкий район
- Лубенский район
- Машевский район
- Миргородский район
- Новосанжарский район
- Оржицкий район
- Пирятинский район
- Полтавский район
- Решетиловский район
- Семёновский район
- Хорольский район
- Чернухинский район
- Чутовский район
- Шишацкий район

Статусы городов до 17 июля 2020 года
| Города областного значения - Полтава - Гадяч - Горишние Плавни - Кременчуг - Лубны - Миргород | Города районного значения - Глобино - Гребёнка - Заводское - Зеньков - Карловка - Кобеляки - Лохвица - Пирятин - Хорол - Шишаки |

### Органы власти
Местное самоуправление в области осуществляет Полтавский областной совет, исполнительную власть — областная государственная администрация. Главой области является председатель облгосадминистрации, назначаемый президентом Украины.
Главы области

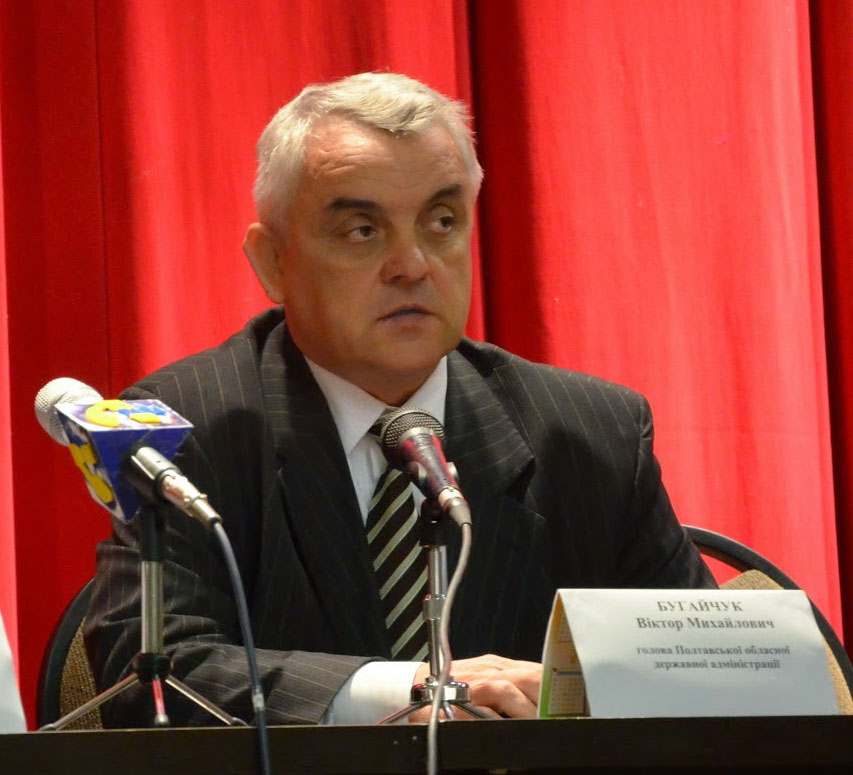
Виктор Бугайчук возглавлял область до 2014 года

- 1938—1939 гг. — Леонид Иванович Сафронов
- 1939—1945 гг. — Василий Сергеевич Марков
- 1945 г. — Константин Тимофеевич Топчий
- 1945—1950 гг. — Василий Сергеевич Марков
- 1950—1952 гг. — Марк Сидорович Спивак
- 1952—1955 гг. — Михаил Михайлович Стахурский
- 1955—1961 гг. — Николай Михайлович Рожанчук
- 1961—1962 гг. — Василий Григорьевич Комяхов
- 1962—1963 гг. — Александр Михайлович Мужицкий
- 1963—1964 гг. — Александр Михайлович Мужицкий (сельского)
- 1963—1964 гг. — Яков Петрович Погребняк (промышленного)
- 1964—1973 гг. — Александр Михайлович Мужицкий
- 1973—1988 гг. — Фёдор Трофимович Моргун
- 1988—1991 гг. — Алексей Сергеевич Мякота
- 1991—1992 гг. — Гопей Иван Александрович
- 1992—1998 гг. — Залудяк Николай Иванович
- 1998—1999 гг. — Колесников Александр Александрович
- 1999—2000 гг. — Кукоба Анатолий Тихонович
- 2000—2003 гг. — Томин Евгений Фролович
- 2003—2005 гг. — Удовиченко Александр Васильевич
- 2005—2006 гг. — Бульба Степан Степанович
- 2006 г. — Иноземцев Виктор Анатольевич и. о.
- 2006—2010 гг. — Асадчев Валерий Михайлович
- 2010—2014 гг. — Удовиченко Александр Васильевич
- 2014 г. — Виктор Бугайчук
- 2014—2019 гг. — Валерий Головко
- 2019—2021 гг. — Олег Синегубов
- 2021—2023 гг. — Дмитрий Лунин и. о.
- с 2023 г. — Филипп Пронин

## Экономика

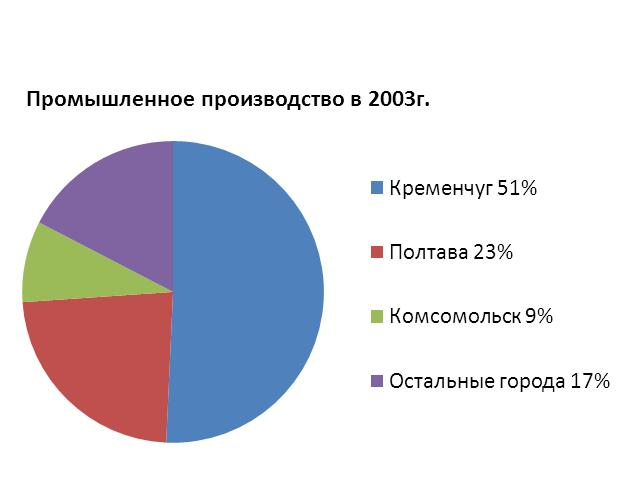
Экономика области

| N | показатель              | единицы          | значение, 2014 год |
| - | ----------------------- | ---------------- | ------------------ |
| 1 | Экспорт товаров         | млн долларов США | 2127,4             |
| 2 | Уд.вес в общеукраинском | %                | 3,9                |
| 3 | Импорт товаров          | млн долларов США | 1114,5             |
| 4 | Уд.вес в общеукраинском | %                | 2,0                |
| 5 | Сальдо экспорт-импорт   | млн долларов США | 1012,9             |
| 6 | Капитальные инвестиции  | млн гривен       | 8561,0             |
| 7 | Средняя зарплата        | грн              | 3179               |
| 8 | Средняя зарплата        | долларов США     | 267,4              |

По материалам Комитета статистики Украины Архивная копия от 23 января 2013 на Wayback Machine (укр.) и Главного управления статистики в Полтавской области Архивная копия от 28 января 2015 на Wayback Machine (укр.)

## Транспорт

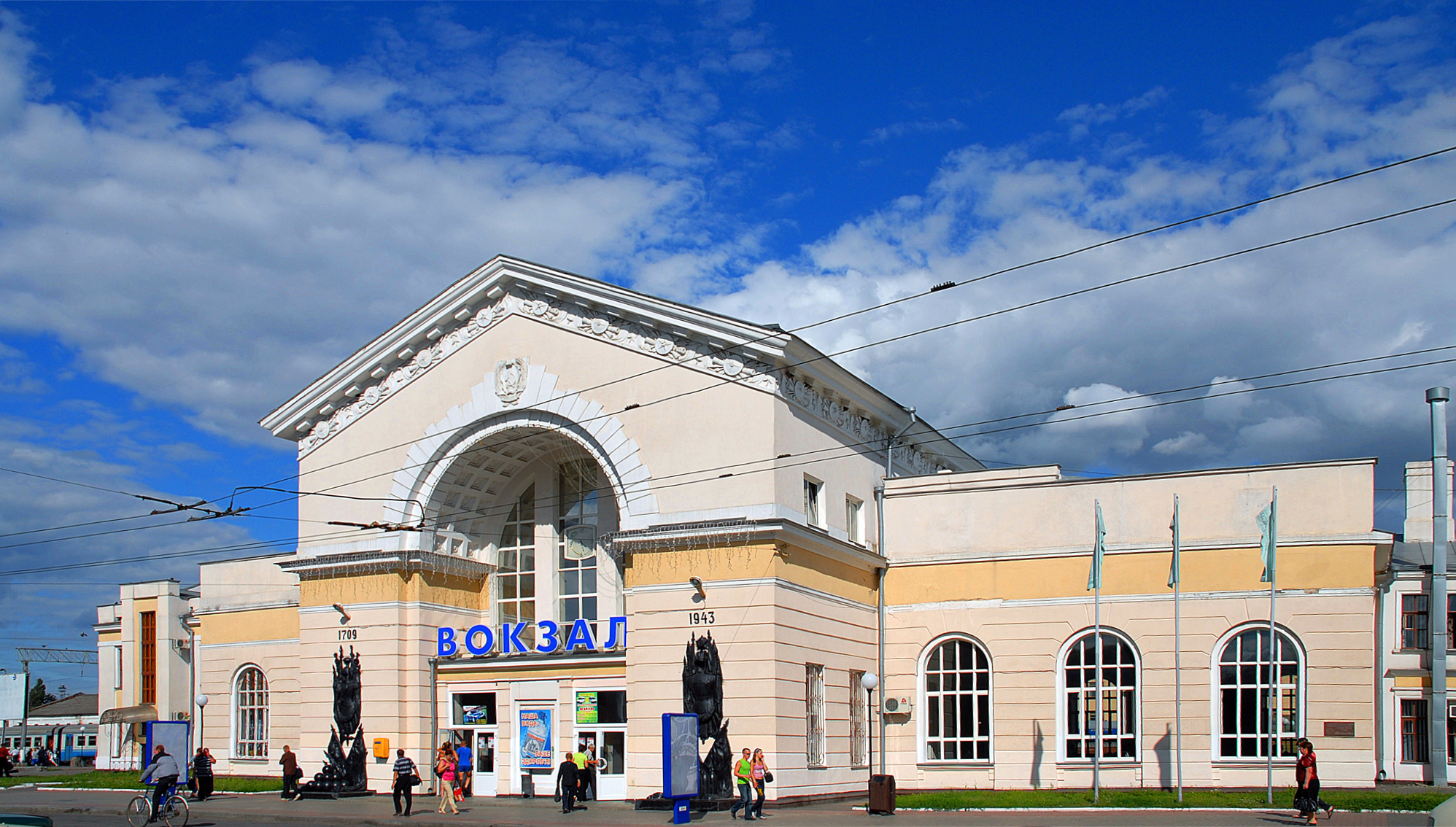
Полтава-Южная

Железнодорожный транспорт Полтавщины по Украине занимает второе место в перевозке грузов и третье — в перевозке пассажиров. Эксплуатационная протяжённость железных дорог на территории области составляет 853,4 км. Плотность железных дорог в расчёте на 100 км² составляет 2,96 км (Украина — 3,8 км). Железные дороги обслуживаются преимущественно тепловой тягой. Эксплуатационная длина электрифицированных железнодорожных путей общего пользования составляет 277,6 км (32,5 % от общей длины).
Железнодорожная сеть области относится к Полтавской дирекции железнодорожных перевозок (ДН-4), которая является составной частью Южной железной дороги. Полтавскую область пересекают четыре железнодорожные магистрали:
- Лозовая — Полтава — Ромодан — Гребёнка;
- Харьков — Полтава — Кременчуг;
- Бахмач — Ромодан — Кременчуг
- Бахмач — Пирятин — Гребёнка.

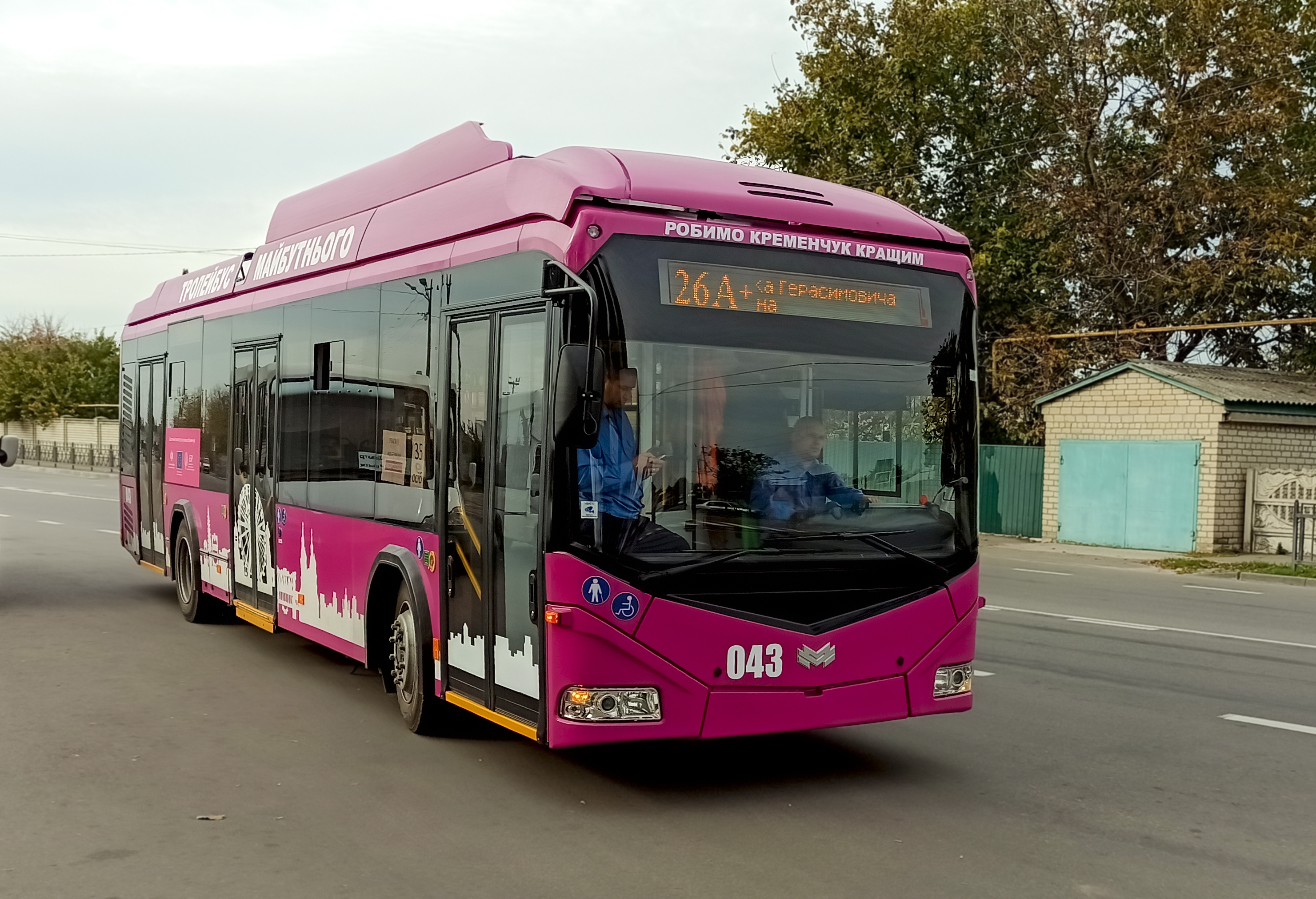
Кременчугский троллейбус был открыт в 1966 году.

Общая протяжённость дорог области составляет 1857,4 км (23,1 км мостов). Состояние автомобильных дорог за последние годы ухудшилось и вызывает нарекания со стороны участников движения. Основные автодороги области:
- E 40М-03 Киев — Харьков — Ростов-на-Дону с ответвлением Полтава — Красноград
- E 584М-22 Полтава — Кременчуг — Александрия
- Н-08 Борисполь—Кременчуг—Днепр—Запорожье
- Н-12 Сумы—Полтава
- Р-11 Полтава—Красноград
- Р-42 Лубны—Ромодан—Миргород—Опошня
- Р-52
- Р-60 Киев — Пирятин — Ромны — Сумы

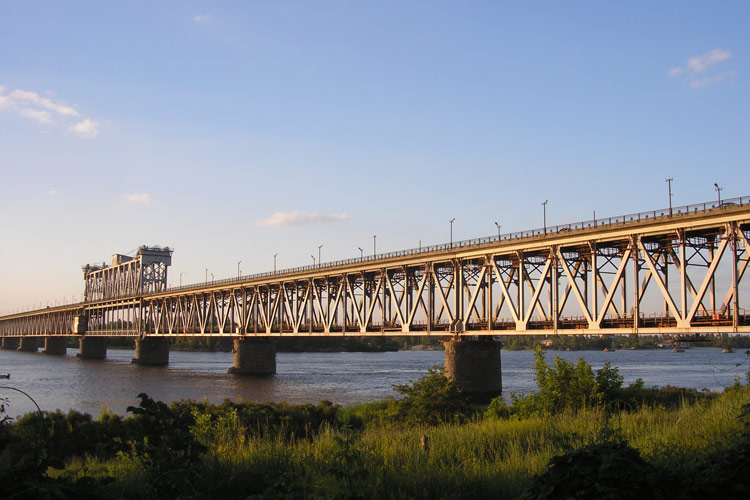
Крюковский мост через Днепр

Основной артерией для речного транспорта является Днепр. В структуре грузоперевозок преобладают: железная руда, лесные и строительные материалы, сельскохозяйственная продукция. Речными портами в 2006 году было переработано 1235,4 тыс. т грузов. Кременчугский речной порт, который был основан в 1823 году как пристань, а с 1850 была открыта первая регулярная пассажирская линия межд Кременчугом и Пинском. Также действуют речные вокзалы в Светловодске и Горишних Плавнях. 29 декабря 2010 было завершено строительство перегрузочного терминала Кременчуге.
Авиационный транспорт области развит плохо, Полтавский аэропорт, единственный в регионе, принимает только чартерные и специальные рейсы.
В городах Полтава и Кременчуг действуют троллейбусные сети. В других городах услуги общественного транспорта предоставляются автобусами, маршрутными такси и такси. В начале XX века в городе Кременчуг действовал трамвай. Он прекратил своё существование из-за событий «красного террора» 1917 года.

## Культура

### Культура
В области функционирует более 40 заведений культуры и искусства, она является важным культурным центром Украины.
Крестовоздвиженский монастырь стал самым южным среди полковых монастырей Гетманщины XVII века, пережил множество различных набегов, например татарских. В мае 1709 года монастырь был резиденцией Карла XII. Поле Полтавской битвы в 6 верстах от города Полтава — крупнейший культурный научно-методический центр, посвящённый Полтавской битве и истории стран-участниц Великой Северной войны.
Село Великие Сорочинцы является родиной Николая Гоголя. Сорочинская ярмарка в XIX веке была одной из многих ярмарок на Украине, но приобрела известность после выхода одноимённой повести. Наряду с Миргородом и селами Диканька, Васильевка, Прони и Трояны — это часть кластера «Гоголевские места на Полтавщине».
В селе Чернухи находится музей и дом известного философа Григория Сковороды, Полтава является родиной Ивана Котляревского, автора пьесы Наталка Полтавка.

### Образование и наука
В области базируются 11 государственных высших учебных заведения, в том числе Украинская медицинская стоматологическая академия, Полтавский национальный педагогический университет имени В. Г. Короленко, Полтавский национальный технический университет имени Ю. Кондратюка, Кременчугский техникум железнодорожного транспорта и Кременчугский национальный университет имени Михаила Остроградского.